# Wiaczesław Iwanow
Wiaczesław Iwanowicz Iwanow (ros. Вячеслав Иванович Иванов; ur. 16 lutego?/28 lutego 1866 w Moskwie, zm. 16 lipca 1949 w Rzymie) – rosyjski poeta i dramatopisarz okresu rosyjskiego srebrnego wieku, filozof, tłumacz i krytyk literacki. Był teoretykiem rosyjskiego symbolizmu i znawcą kultury helleńskiej.

## Wczesne lata. Życie za granicą.
Urodził się w rodzinie geodety Iwana Iwanowa (1816–1871). Po ukończeniu liceum poślubił Darię Dmitrijewską. Studiował historię i filozofię na Uniwersytecie Moskiewskim (1884–1886). Następnie naukę kontynuował na Uniwersytecie Humboldtów w Berlinie gdzie studiował prawo rzymskie i ekonomię. Interesował się również historią (pod kierunkiem naukowym Theodora Mommsena; Iwanow nazywany jest jednym z jego ostatnich uczniów), a także filozofią. Na światopogląd pisarza znaczny wpływ mieli: Friedrich Nietzsche, Władimir Sołowjow, słowianofile, niemieccy romantycy (Novalis, Friedrich Hölderlin). Jednak sam Iwanow uważał, że bardziej od ideologii Sołowjowa wpływ na niego miały poglądy Władimira Erna. Począwszy od 1891 roku poeta dużo podróżował, zwiedził większą część Europy (przez jakiś czas mieszkał w Atenach, później w Genewie), odwiedził Palestynę i Egipt (1902). Najwięcej czasu spędzał w Rosji i we Włoszech, gdzie ostatecznie przeprowadził się w 1924 roku. W 1895 za obopólnym porozumieniem Iwanow rozwiódł się z Darią Dmitrijewską. W tym czasie zaprzyjaźnił się z M. M. Zamiatiną, która pomagała poecie aż do swojej śmierci w 1920 roku.
Sonety Iwanowa z wczesnego etapu jego twórczości opisywały górską przyrodę Lombardii i Alp, jest w nich widoczny silny wpływ poezji katolickiego mistycyzmu. W 1898 roku po raz pierwszy opublikowano utwory poety (dużą pomoc okazał wtedy Iwanowowi Władimir Sołowjow) W latach 1903–1904 poznał Walerija Briusowa, K. Balmonta, Dmitrija Mereżkowskiego, Zinaidę Gippius, J. Bałtruszajtisa, Aleksandra Błoka

## Salon literacki
W 1905 roku poeta zamieszkał w Petersburgu. Jego mieszkanie, znajdujące się na skrzyżowaniu ulic Twerskiej i Tawriczeskiej, w którym w każdą środę zbierali się przedstawiciele symbolizmu było ideologicznym centrum rosyjskiego symbolizmu, „twórczym laboratorium”. W tym czasie Iwanow był u szczytu swojej sławy. Współpracował z czasopismami: Wiesy («Весы»), „Zołotoje runo” («Золотое руно»), „Trudy i dni” («Труды и дни»), „Apollon” («Аполлон»), „Nowyj put” («Новый Путь»); był właścicielem wydawnictwa „Ory” «Оры»; członkiem Sankt-Petersburskiego Towarzystwa Religijno-Filozoficznego. Jego utwory były publikowane w almanachu „Siewernyje cwety” («Северные цветы»). W latach 1910–1911 wykładał historię starogreckiej literatury na Wyższych Kursach Żeńskich.
W 1906 roku Iwanow wraz z żoną zaprzyjaźnili się z Siergiejem Gorodeckim. Ich celem było utworzenie „duchowo-cielesnej więzi trojga ludzi”. Znajomość ta zaowocowała nową twórczością i w 1907 roku wydano zbiór „Eros”.

## Trzecie małżeństwo
Wielkim ciosem dla pisarza była nagła śmierć żony w 1907 roku. Później Iwanow związał się z córką Lidii Zinobiewej-Annibal z pierwszego małżeństwa, Wierą Szwarsalon (1890-1920), z którą w 1912 roku doczekał się syna Dmitrija (1912–2003). Historia związku szanowanego profesora z pasierbicą podzieliła społeczeństwo Petersburga. Sytuację mógłby zatuszować fikcyjny ślub Wiery z poetą Michaiłem Kuzminem, jednakże ten nie zgodził się na taką propozycję. Pasierb Iwanowa, Siergiej Szwarsalon wyzwał na pojedynek Kuzmina, ale ten odmówił udziału w pojedynku. „Birżewyje wiedomosti” («Биржевые ведомости») w grudniu 1912 roku poinformowały, że Szwarsalon wkradł się za kulisy podczas drugiego antraktu i znalazł znajdującego się w najbliższym pokoju Kuzmina i kilka razy uderzył go w twarz. Kuzmin odniósł znaczne obrażenia: „jego binokle były rozbite, a twarz cała w krwi”- zeznała Anna Achmatowa. Zimą 1913 roku, Iwanow i Wiera, którzy podczas skandalu przebywali za granicą, pobrali się w cerkwi w Livorno.

## Wyjazd z Rosji. Powrót do Moskwy.
W latach 1906–1907 po tym jak Iwanow poparł teorię „mistycznego anarchizmu” Grigorija Czułkowa nastąpiło zerwanie stosunków ze starszymi symbolistami. Nowym powiernikiem Iwanowa został początkujący pisarz A. Skaldin, z którym Iwanow przez długi czas prowadził korespondencję. W 1909 roku wokół Iwanowa utworzyło się Towarzystwo zwolenników artystycznego słowa (Общество ревнителей художественного слова), będące swoistą kontynuacją literacko-filozoficznych spotkań, odbywających się co środę u Iwanowa. Pisarz był niekwestionowanym autorytetem w organizacji i po jego wyjeździe za granicę na ponad rok, a następnie przeprowadzce do Moskwy towarzystwo zaprzestało prowadzenia działalności.
Po powrocie z Francji i Włoch (1912–1913) Iwanow zamieszkał w Moskwie, gdzie zaprzyjaźnił się z krytykiem literackim M. Gerszenzonem, filozofem S. Bułgakowem, teologiem P. Fłorienskim, i kompozytorem A. Skriabinem
Iwanow był przeciwnikiem rewolucji październikowej (cykl wierszy „Stihi smutnawo wriemeni, «Стихи смутного времени»), ale kontynuował działalność kulturalno-pedagogiczną. W latach 1920–1924 mieszkał w Baku, gdzie był profesorem i dyrektorem Katedry filologii klasycznej tamtejszego uniwersytetu. W 1921 roku uzyskał stopień doktora filologii. Pobyt w Azerbejdżanie był dla poety okresem bogatym w twórczość.

## Emigracja. Przejście na katolicyzm.
Ostatnie dekady Iwanow spędził we Włoszech. Od 1936 roku publikował swoje utwory w czasopiśmie „Sowremennyje zapiski” («Современные Записки»). Pisarz żył we Włoszech w odosobnieniu, utrzymywał kontakty tylko z nielicznymi rosyjskimi emigrantami (D. Mereżkowskim, Aniczkowem, I. Buninem, I. Goleniszczew-Kutuzowem)
W 1926 roku w bazylice św. Piotra na Watykanie przyłączył się do Kościoła katolickiego. W latach 1926–1927 był lektorem, nauczycielem języków obcych w kolegium Karola Boromeusza w Pawii i prowadził zajęcia na temat literatury rosyjskiej na tamtejszym uniwersytecie. W latach 1936–1943 wykładał Język staro-cerkiewno-słowiański i literaturę rosyjską (w szczególności Dostojewskiego) w Papieskim Instytucie Wschodnim w Rzymie. Podsumowaniem twórczości literackiej jest zbiór wierszy „Swiet wieczernij” («Свет вечерний») opublikowany pośmiertnie w 1962 roku w Oksfordzie.
Wiaczesław Iwanow zmarł 16 lipca 1949 roku. Został pochowany na cmentarzu Testaccio w Rzymie.

## Cechy twórczości Iwanowa
Twórczych ideałów Iwanow poszukuje w przeszłości (Starożytność, Średniowiecze, Bizancjum, do którego rzadko nawiązywali inni poeci). Tam odnajduje „prawdziwy symbolizm”, „organiczną kulturę”, którą przeciwstawia kulturze burżuazyjnej, odzwierciedlonej w utworach starszych symbolistów. Jako teoretyk młodszego pokolenia symbolistów krytykuje dekadentyzm i impresjonizm, obecny w poezji starszych symbolistów. Według Iwanowa zadaniem symbolistów jest ucieczka od indywidualności i intymności w sztuce i stworzenie narodowej, syntetycznej sztuki, która będzie odbiegać od iluzji, opisywać obiektywną rzeczywistość. Poeta nie powinien dążyć do samotności, jest on zobowiązany do bycia „głosem ludu”. Iwanow odrzuca parnasistyczną zasadę sztuki dla sztuki i przechodzi do sztuki religijnej, realistycznego symbolizmu. W liryce podstawową techniką poetycką powinna być nie metafora, a mit religijny, będący „wyższą rzeczywistością ludzkiego ducha”.
Główne tematy poezji Iwanowa: śmierć i następujące po tym odrodzenie, rozpacz i nadzieja. Motywy zmartwychwstania i gloryfikacji ofiarnego cierpienia wyróżniają twórczość Iwanowa, w porównaniu z poezją starszych symbolistów, gdzie ważny był temat beznadziei. Podstawą poezji Iwanowa jest „optymistyczny początek”. Poeta nie podzielał pesymizmu starszych symbolistów. Dekadencka samotność i rozpacz są w jego twórczości na drugim planie. Na pierwszym: uroczystość, poszukiwanie Boga, mistyczna miłość, przezwyciężająca śmierć. W odróżnieniu od impresjonistycznej poezji starszych symbolistów, poezja Iwanowa oparta jest na harmonii, jedności i integralności. Pisarz próbuje odnaleźć własny sposób na wyrażenie symbolizmu. Ekspresja subiektywnych, indywidualnych refleksji nie jest typowa dla jego poezji. Wiele z wierszy poety zbliżonych jest do ody, dytyrambu. Wydają się być stworzone na potrzeby rytuałów, uroczystej deklamacji. Poezja Iwanowa jest „chłodna”, bogata w anachronizmy, wytworne frazy, a także statyczna, obiektywna, majestatyczna i niemelodyjna. W wierszach prawie nie występują czasowniki. Ulubionymi stopami metrycznymi pisarza są jamb i trochej. Pejzaże Iwanowa są najczęściej nieruchome, opisują nieożywioną przyrodę: stos kamieni, stopiony metal czy powierzchnie kryształu.
W swoim podejściu filozoficznym kształtował teorię kultury, dla której podstawą jest pamięć (kult) przodków oraz pamięć tego, czego dokonali. Tym samym odrzucał założenie, że poprzez dziedziczenie kultury przyjmuje się ją jako obcą. Również nie zgadzał się na jej określanie jako przymusu i ograniczenia dla człowieka. Ujmował ją w aspektach przestrzenno-czasowym, moralno-religijnym oraz jako kontynuację i tradycję. W jego rozumieniu każda kultura zawiera pamięć o innych, wcześniejszych kulturach. Pamięć nierozerwalnie związana z kulturą jest jej początkiem, wiąże się z zachowywaniem kultury oraz pozwala na rozwijanie twórczych inicjatyw.

## Recepcja polska
W Polsce ukazały się Poezje Iwanowa w wyborze i opracowaniu Seweryna Pollaka (Warszawa 1985, PIW, „Biblioteke Poetów). Jego utwory tłumaczyli na polski m.in. Leszek Engelking, Jerzy Litwiniuk, Seweryn Pollak, Adam Pomorski, Jarosław Marek Rymkiewicz, Eugenia Siemaszkiewicz, Włodzimierz Słobodnik, Wiktor Woroszylski i Jerzy Zagórski.

## Wybrana twórczość

### Zbiory wierszy
- 1903 – Kormczije zwiozdy (ros. Кормчие звёзды)
- 1904 – Prozracznost' (ros. Прозрачность)
- 1911-1912 – Cor ardens (ros. Cor ardens)

### Cykle wierszy
- Speculum speculorum (ros. Speculum speculorum)
- Runy priboja (ros. Руны прибоя)
- Siewiernoje Sołnce (ros. Северное Солнце)
- Pristrastija (ros. Пристрастия)
- Eros (ros. Эрос)
- Lubow’ i smiert' (ros. Любовь и смерть)
- Rosarium (ros. Rosarium)
- Nieżnaja tajna (ros. Нежная тайна)
- Swiet wieczernij (ros. Свет вечерний)
- Rimskije soniety (ros. Римские сонеты)

### Wiersze
- Astrolog[10]
- Sacra fames[10]
- Świątynia cudu[10]
- Oblec się w piękno[10]
- Pieśń o Świętej Górze[11]
- Opowieść o carewiczu Światomirze przez Mnicha Starca klasztornego opowiedziana[12]

### Poematy
- 1939 – Czełowiek (ros. Человек)

### Dramaty
- 1905 – Tantał (ros. Тантал)
- 1919 – Promietiej (ros. Прометей) – tragedia
- 1923 – Lubow’ – Miraż (ros. Любовь – Мираж) – tragikomedia

### Publicystyka
- 1904 – Ellinskaja rieligija stradajuszczego boga (ros. Эллинская религия страдающего бога)
- 1905 – Rieligija Dionisa (ros. Религия Диониса)
- 1909 – Po zwiozdam (ros. По звёздам)
- 1916 – Borozdy i mieży (ros. Борозды и межи)
- 1917 – Rodnoje i wsielenskoje (ros. Родное и вселенское)
- 1918 – Iwanow W. Nasz jazyk // Iz głubiny. Sbornik statiej o russkoj riewolucyi (ros. Ивановъ В. Нашъ языкъ // Из глубины. Сборник статей о русской революции)
- 1921 – Dionis i pradionisijstwo (ros. Дионис и прадионисийство)
- 1921 – Pieriepiska iz dwuch ugłow. Stati (ros. Переписка из двух углов. Статьи)
- 1932 – Dostojewskij. Tragiedija – mif – mistika (ros. Достоевский. Трагедия – миф – мистика) – monografia